# Alsergrund
Der Alsergrund ist der 9. Wiener Gemeindebezirk und liegt innerhalb des Gürtels, der an Stelle des ehemaligen Linienwalls angelegt wurde. Der Bezirksname wird mit Artikel verwendet, für den Bezug auf das Bezirksgebiet wird statt in/im die Präposition am gebraucht. Der Alsergrund besteht aus Gründerzeitvierteln.

## Geografie
Der 9. Bezirk, Alsergrund, liegt im nördlichen Zentrum Wiens. Er ist 2,99 km² groß und damit der siebentkleinste Bezirk Wiens. Seine größte Nord-Süd-Ausdehnung erreicht der Bezirk mit 2,35 km von der Gürtelbrücke zur Universitätsstraße. Die größte Ost-West-Ausdehnung liegt zwischen Augartenbrücke und Zimmermannplatz (2 km).
Der Bezirk wird vom Hernalser und vom Währinger Gürtel sowie der Heiligenstädter Straße im Westen und Nordwesten, dem Donaukanal im Osten sowie dem Straßenzug Maria-Theresien-Straße–Universitätsstraße–Alser Straße im Süden begrenzt. Benachbarte Bezirke sind Döbling im Norden, Währing und Hernals im Westen sowie die Josefstadt und die Innere Stadt im Süden. Im Osten ist der Alsergrund durch den Donaukanal von der Brigittenau und der Leopoldstadt getrennt.

### Topografie
Die ursprüngliche Topografie des Bezirksgebietes ist durch die starke Verbauung heute nur noch eingeschränkt zu erkennen. Der größte Höhenunterschied befindet sich zwischen dem Bauernfeldplatz (163 Meter) und der U-Bahn-Station Michelbeuern (202 Meter).
Bedeutend für die Formung des Gebietes waren die Donauarme. Neben dem Donaukanal (früher auch Wiener Arm genannt) durchfloss der Salzgriesarm das heutige Bezirksgebiet. Dieser zweigte ursprünglich in Nußdorf ab und durchfloss in etwa die heutige Linie Heiligenstädter Straße–Liechtensteinstraße–Salzgries, wo er wieder in den Donaukanal mündete. Zwischen dem Donaukanal und dem Salzgriesarm entstand der Obere Werd, eine Insel, die auch die Spittelau und die Rossau umfasste. Ab dem 13. Jahrhundert versandete der Donauarm immer mehr, sodass der Flusslauf 1750 nur noch aus einem seichten, schmalen Arm bestand, der schließlich zugeschüttet wurde. Die Uferkante ist heute noch durch den Geländeabfall zwischen der Nußsdorfer Straße bzw. Währinger Straße und der Liechtensteinstraße erkennbar, der durch mehrere Stiegenanlagen (siehe hiezu den entsprechenden Abschnitt unter Sehenswürdigkeiten) ausgeglichen wird.
Prägend für den Bezirk waren auch die heute kanalisierten Wienerwaldbäche. Der markanteste war der Alserbach, der sich bei der heutigen Kreuzung Nußdorfer Straße / Alserbachstraße mit dem Währinger Bach vereinigte und oft für Überschwemmungen, insbesondere im Lichtental, sorgte. Durch den Althangrund verlief der in der Cottage entspringende Döblinger Bach.
Die Ausläufer des Wienerwaldes bildeten auch am Alsergrund mehrere Anhöhen, auf denen im Mittelalter teilweise Weinbau betrieben wurde. Der Schottenpoint befand sich im Bereich der heutigen Berggasse, der Herzogspoint nahe der Lazarettgasse und der Sechsschimmelberg im Bereich der Sechsschimmelgasse.

### Nutzung
Die Flächen des Bezirks Alsergrund werden fast ausschließlich von Bau- und Verkehrsflächen eingenommen. Alleine 58,9 % des dichtbebauten Bezirksgebietes entfallen auf Baugebiet (Wien 33,32 %), wobei der Anteil von Kultur-, Sport-, religiösen und öffentlichen Einrichtungen mit einem Gesamtanteil von 23,9 % an der Bezirksfläche den höchsten Wert eines Wiener Bezirks darstellt. Der Rest der Baufläche entfällt fast zur Gänze auf Wohngebiete, Betriebsbaugebiete nehmen einen verschwindend geringen Anteil der Bezirksfläche ein. 34,6 % des Bezirks sind mit Verkehrsflächen verbaut (Wien 13,7 %), während Grünflächen (überwiegend Parkanlagen) nur 6,5 % (Wien 48,3 %) ausmachen. Landwirtschaftliche Flächen existieren auf dem früher teilweise für den Weinbau genutzten Gebiet ebenso wenig wie Wiesen und Kleingärten. Der Alsergrund verfügt heute auch über keine Gewässer mehr, da die Wasserfläche des Donaukanals zur Leopoldstadt bzw. Brigittenau gehört und die ehemaligen Bäche kanalisiert wurden. Am Alsergrund befindet sich in der Sensengasse ein (für innerstädtische Bezirke untypischer) „Stadtwald“. In der Fläche ist er allerdings so klein, dass er statistisch selten ausgewiesen wird.

### Bezirksteile
Der Bezirk Alsergrund wurde 1850 aus sieben Vorstädten gebildet. Die Namen der Vorstädte sind noch heute als Namen der Bezirksteile erhalten.
Im Nordosten des Bezirksgebietes befindet sich der Althangrund, der überwiegend mit öffentlichen Einrichtungen und Infrastrukturbauten wie dem Franz-Josefs-Bahnhof, den Instituten für Geowissenschaft, Pharmazie und Biologie der Universität Wien, der ehemaligen Wirtschaftsuniversität Wien und dem Bundesamtsgebäude Josef-Holaubek-Platz verbaut ist. Im Norden befindet sich zudem die Spittelau mit der Müllverbrennungsanlage Spittelau und der Verkehrsstation Wien Spittelau.
Südlich des Althangrunds schließt sich die Rossau an, die großteils mit Wohnbauten verbaut ist. Zu den wichtigsten Anlagen gehören die Rossauer Kaserne, das Servitenviertel samt dem Servitenkloster und der Jüdische Friedhof in der Seegasse. Das markante Gebäude gegenüber der Rossauer Kaserne (Oskar-Morgenstern-Platz 1) wird seit 2013 von der Universität Wien unterhalten: Die Fakultäten für Mathematik sowie für Wirtschaftswissenschaften haben hier ihren Sitz. Auch das Gartenpalais Liechtenstein gehört zur Rossau und nicht zum nördlich gelegenen Lichtental, einem Wohngebiet mit gleichnamiger Pfarrkirche, ehemalige Wirkungsstätte Franz Schuberts.
Im Süden des Bezirksgebietes liegt die Alservorstadt, deren südlicher Teil 1861 dem 8. Bezirk, Josefstadt, zugeschlagen wurde. Der Bezirksteil ist großflächig mit universitären Einrichtungen wie dem Campus der Universität Wien und der Medizinischen Universität Wien bebaut. Zudem liegen in der Alservorstadt die Votivkirche und das St.-Anna-Kinderspital.
Im Westen, am Gürtel, liegt der Bezirksteil Michelbeuern, dessen südlicher Teil praktisch vollständig vom Wiener AKH eingenommen wird. Nördlich davon liegt der Himmelpfortgrund. Dieser Bezirksteil ist fast ausschließlich mit Wohnhäusern bebaut, aber auch mit dem Sanatorium Hera.
Der ebenfalls nördlich gelegene Thurygrund ist zweigeteilt und ebenfalls hauptsächlich Wohngebiet.
Eine Gliederung des Bezirksgebiets besteht ferner in den Zählbezirken der amtlichen Statistik, in denen die Zählsprengel des Gemeindebezirks zusammengefasst sind. Die sechs Zählbezirke am Alsergrund sind Lichtental-Spittelau, Rossau, Allgemeines Krankenhaus, Nußdorfer Straße-Volksoper, Liechtensteinstraße und Universitätsviertel.

## Wappen
Das Bezirkswappen wurde 1904 von Hugo Gerard Ströhl entworfen und setzt sich aus den Siegeln der ehemaligen Vorstädte zusammen.
- Der Schild im Zentrum des Wappens steht für den namensgebenden Bezirksteil, die Alservorstadt. Er zeigt eine auf einem Ast sitzende Elster vor gelbem Grund und steht für den namensgebenden Alserbach. Dieser wurde umgangssprachlich auch Alsterbach (= Elster) genannt.
- Der vom Betrachter aus gesehen linke (heraldisch rechte) obere Wappenteil steht für den Michelbeuerngrund, dessen Wappen ursprünglich ebenfalls eine Elster zeigte. 1986 wurde dieser Teil durch das Wappen des ursprünglichen Grundherrn (Abtei Michaelbeuern) mit zwei Flügeln des Erzengels Michael in geteiltem, rotem bzw. blauem Feld ersetzt.
- Das mittlere Feld in der oberen Reihe steht für den Bezirksteil Himmelpfortgrund und zeigt das Osterlamm mit Kreuzfahne. Abgeleitet wurde die Darstellung vom Siegel der Grundherren des Himmelpfortklosters.
- Im rechten oberen Feld befindet sich eine Darstellung Johannes des Täufers mit Kirchenmodell, Lamm und Fahne. Es symbolisiert dabei den Namenspatron des Gründers des Thurygrundes, Johann Thury.
- Das linke Feld in der unteren Reihe steht für den Bezirksteil Lichtental. Es ist ein sprechendes Wappen mit einem steilen, sonnenbeschienenen Tal, über dessen beiden Seiten je ein Haus thront.
- Daneben symbolisiert ein Hirsch mit einem Kreuz im Geweih den Althangrund. Christoph Johann Graf Althan war oberster Hof- und Landjägermeister.
- Im letzten Feld im rechten, unteren Bereich symbolisieren Bäume auf blauem Grund die ehemalige Aulandschaft der Rossau.[7]

## Geschichte

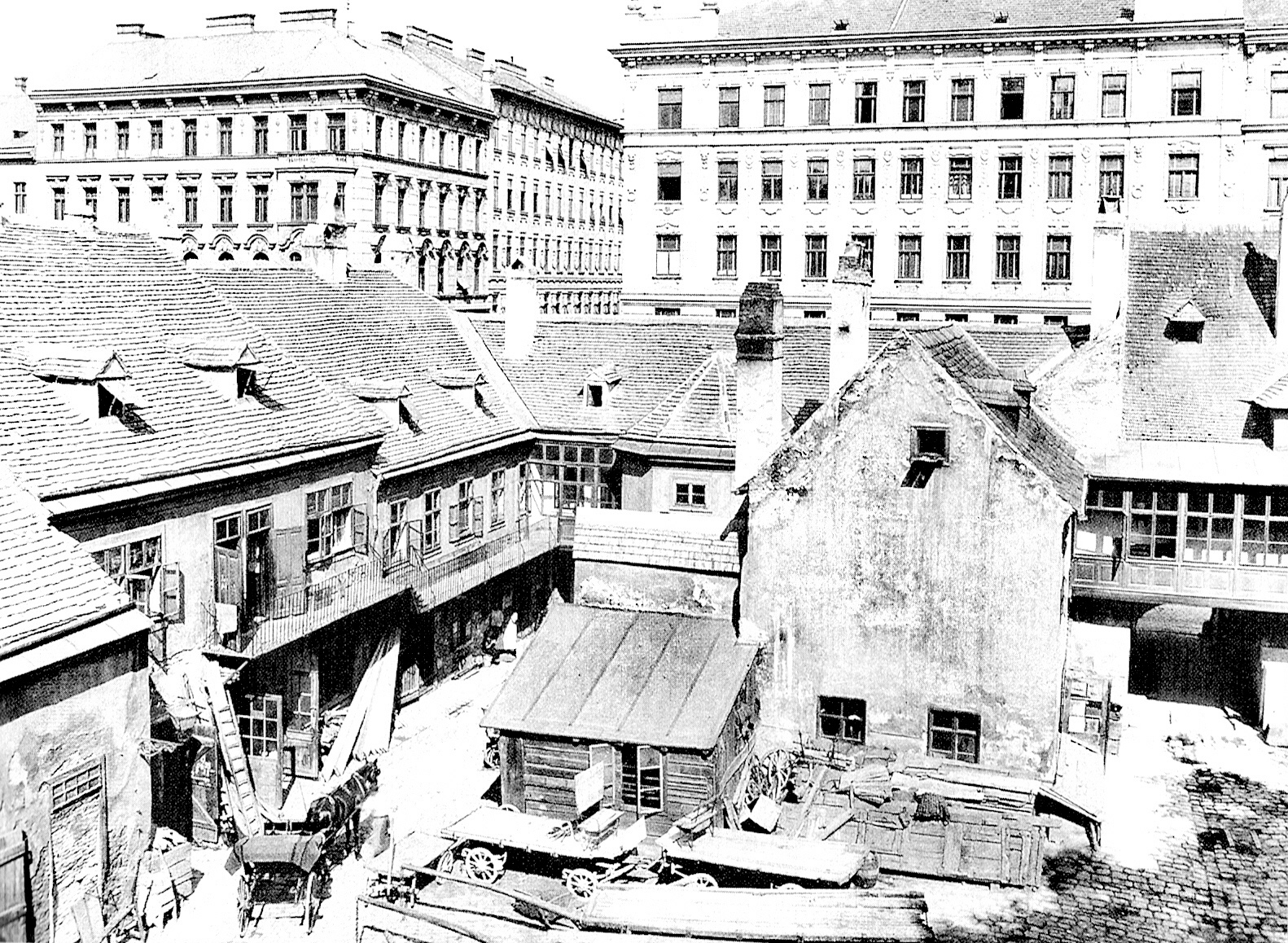
Zinshäuser verdrängen die traditionelle Vorstadt um 1900

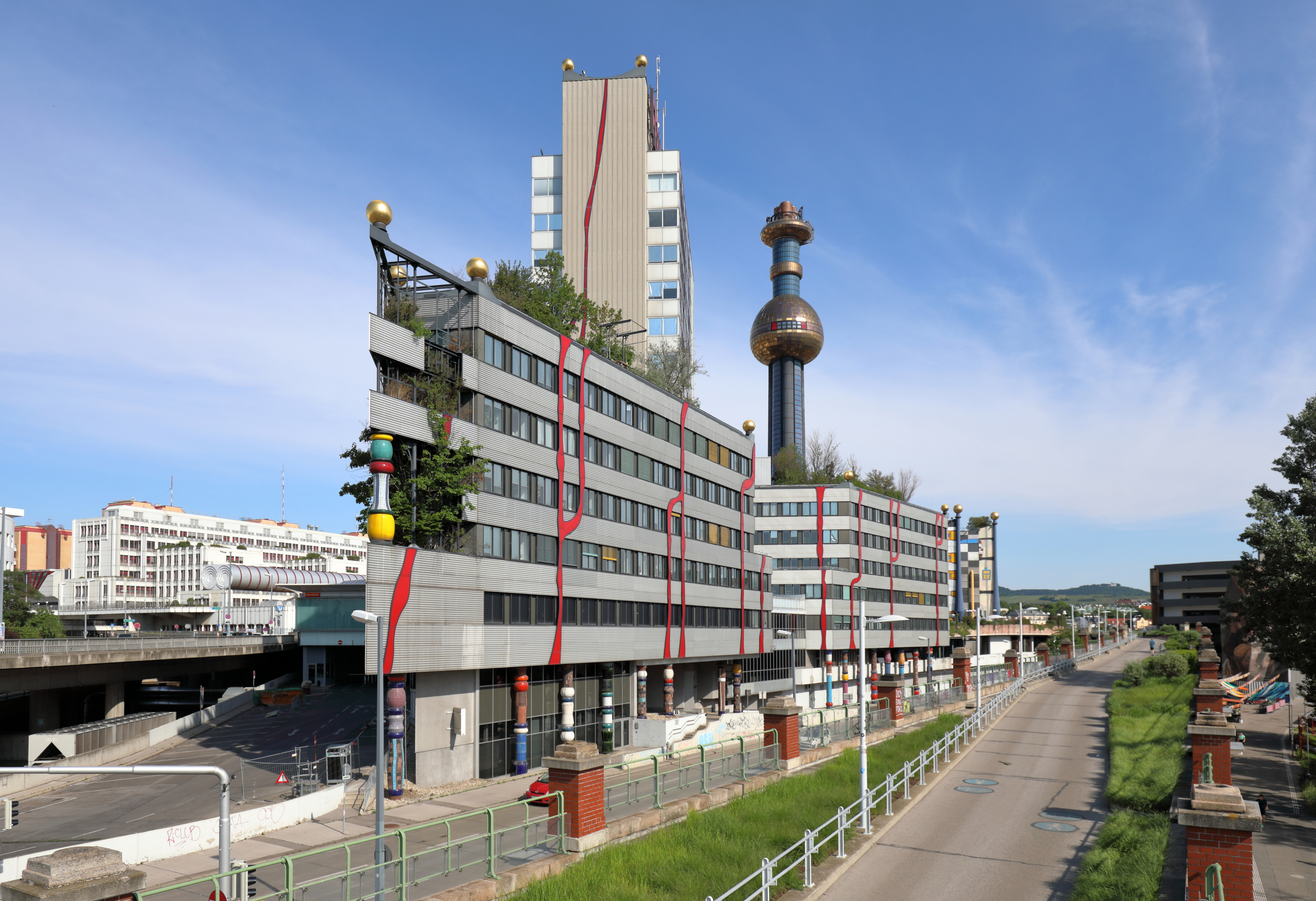
Zentrale der Fernwärme Wien mit der Müllverbrennungsanlage Spittelau und rechts die Hochtrasse der ehemaligen Verbindungsbogen-Bahnstrecke

### Römerzeit und Frühmittelalter
Die frühsten Ausgrabungen am Alsergrund stammen aus der Römerzeit, als der Limes durch den Bezirk führte. Zu den erhaltenen Überresten dieser Zeit zählen Reste der Straße, Grundmauern eines Limesturmes, Überreste der Lagervorstadt sowie einige Votivsteine und Altäre.
Erste Besiedelungen erfolgten um das Jahr 800 durch bayrische Kolonisten, die mit St. Johann an der Als eine von mehreren stützpunktartig angelegten Kirchensiedlungen entlang des Limes gründeten. Ein weiterer früher Besiedelungspunkt befand sich im heutigen Bezirksteil Michelbeuern, wo ein Hof der Benediktinerabtei St. Michael zu Beuern erstmals 1072 urkundlich genannt wurde.

### Hoch- und Spätmittelalter
Um St. Johann an der Als entwickelte sich im Hochmittelalter eine erste Siedlung (Siechenals), die über ein Hospital und eine Kirche auf einem Hügel rechts der Als verfügte. 1158 überantwortete Heinrich der II. Jasomirgott dem Schottenstift den Grundbesitz und das Pfarrrecht des Gebietes zwischen dem Tiefen Graben, der Kirche St. Johann und der Als bis zur Mündung in die Donau. Wichtigste Einnahmequelle des Gebietes war der Weinbau am sogenannten „Schottenpoint“.
Auch am heutigen Donaukanal entwickelte sich ein kleines Fischerdorf, dessen Kirche 1255 als St. Johann im Werd erstmals genannt wurde. Am Schottenpoint ist des Weiteren 1239 das Maria-Magdalen-Kloster belegt, in nächster Nähe befand sich der Neuburgerhof (Klosterneuburger Hof) des Stifts Klosterneuburg. Neben dem Weinbau wurde auch Löss abgebaut und Ziegel erzeugt. Einer der Öfen löste 1276 einen Großbrand aus, der neben dem Fischerdorf auch die Stadt Wien vernichtete. Nur 150 Häuser der Stadt blieben verschont.
Das Fischerdorf wurde in der Folge wiederaufgebaut, befand sich im 13. und 14. Jahrhundert in ständig wechselndem Besitz verschiedener Klöster. Die sogenannte Fischervorstadt verfügte jedoch immerhin über eine eigene Pfarrkirche. Die Bewohner lebten vor allem vom Fischfang. 1477 und 1485 war das heutige Bezirksgebiet vom Ungarnkönig Matthias Corvinus besetzt, der die Stadt Wien belagerte. 1486 konnte Matthias Corvinus schließlich in Wien einziehen.

### Frühe Neuzeit
Als 1529 die Türken unter Süleyman II. Wien erreichten, wurden die äußeren Verteidigungsanlagen aufgegeben. Durch das in Brand Stecken der Vorstädte sollte den Türken die Deckungsmöglichkeiten genommen werden, wobei der Maßnahme auf dem heutigen Bezirksgebiet das Maria-Magdalena-Kloster, der Klosterneuburger Hof, die Kirche St. Johann im Werd sowie die Kirche und das Lazarett von Siechenals mit dem gleichnamigen Dorf zum Opfer fielen.
Die ehemaligen Verteidigungsanlagen wurden 1538 abgebrochen und um die Stadt ein Glacis errichtet. Das Stadtumland wurde durch begradigte Straßenachsen neu erschlossen und auf dem ehemaligen Klosterareal Weingärten angelegt. Während der Ort Siechenals verödete, wurden das Lazarett und die Kirche wiedererrichtet. Am Donaukanal siedelten sich zudem Mitte des 16. Jahrhunderts Glashütten an. Durch die Erweiterung des Glacis musste unter anderem das Fischerdörfchen am Donaukanal abgebrochen werden.
Der noch bestehende Aucharakter der Rossau wandelte sich im Zuge des 17. Jahrhunderts durch die Errichtung von Zweitwohnsitzen durch wohlhabende Bürger und Adelige sowie die Ansiedelung von Orden im Zuge der Gegenreformation zusehend. Die Besiedelung erfasste zunehmend auch andere Bezirksteile, jedoch war Mitte des 17. Jahrhunderts nur das Gebiet bis zum Unterlauf der Als aufgelockert verbaut.
Immer bedeutender wurde der Alsergrund auch als Zentrum für Spitäler und Infektionshäuser. Das alte Lazarett im heutigen Arne-Karlsson-Park, dessen Vorgänger das Siechenhaus war, umfasste zwei Gebäude, in deren Mitte die Kirche lag. Grassierte keine Seuche, so wurde der Hof an Mieter vergeben. Als die Pest 1678 aus Ungarn eingeschleppt wurde, scheiterten jedoch alle Vorsichtsmaßnahmen. Bis zum Dezember 1679 wurden allein auf dem Bezirksgebiet etwa 64.000 Menschen begraben. Kurz darauf führte die 1683 erfolgte Zweite Wiener Türkenbelagerung erneut zur Vernichtung der Vorstädte, die von den Verteidigern in Brand gesetzt worden waren. Der daraufhin erfolgte Wiederaufbau führte Ende des 17. Jahrhunderts zur Errichtung der niederösterreichischen Landschaftsakademie, eines Soldatenspitals (später Altes AKH) und des Klosters der Trinitarier (Weißspanier). Gleichzeitig wurden die Vorstädte im Schutz des 1704 errichteten Linienwalls größer und großzügiger wieder aufgebaut.

### 18. Jahrhundert
Im 18. Jahrhundert kam es zu einem Bauboom, wobei Adelige ihre Palais auf den günstigen Gründen außerhalb der Stadtmauern insbesondere in der südlichen Alservorstadt errichteten. Der nördliche Alsergrund entwickelte sich weiter zu einem Zentrum der Heil- und Pflegeanstalten und in ihm ließen die Grundherren Äcker parzellieren und von Handwerkern und Wirten mit Häusern bebauen. Auch Johann Adam Andreas Fürst von Liechtenstein errichtete in der Rossau ein großes Palais (das spätere Liechtenstein Museum) und begründete die Grundherrschaft Lichtental, die er ab 1699 verbauen ließ.
Des Weiteren erwarb die Stadt Wien 1713 das Palais Althan mit zugehöriger Liegenschaft, die 1724 zur Besiedelung freigegeben wurde und sich zur Vorstadt Althangrund entwickelte. Auch eine Reihe von kirchlichen Gebäuden entstand im ersten Viertel des 18. Jahrhunderts. Neben dem Spanischen Spital entstanden die Kirche „Santa Maria de Mercede“ und die Lichtentaler Pfarrkirche, während die Servitenkirche erneuert, die Peregrini-Kapelle zugebaut und das zerstörte Schwarzspanierkloster an anderer Stelle wiedererrichtet wurde.
Auch erste Manufakturen siedelten sich im 18. Jahrhundert in den Vorstädten an. So startete 1718 in der Rossau (Liechtensteinstraße 43) die erste Porzellanmanufaktur, 1754 kam in nächster Nähe eine Kattunfabrik hinzu. In Lichtental war die Weberei das zahlenmäßig wichtigste Gewerbe, während am Michelbeuern-, Himmelpfort- und dem nördlichen Thurygrund die größte Dichte an Ziegeleien in und um Wien herrschte. Zudem wurde der Alsergrund ein Zentrum der Seidenraupenzucht, während an der Als mehrere Mühlen bestanden.
Unter Maria Theresia und ihrem Sohn Joseph II. wurden zudem einige wichtige Bauwerke wie die Alser Kaserne, die k.k. Gewehrfabrik, das k.k. Militär-Garnisons-Hauptspital und das Josephinum errichtet. Nach einem Besuch im Großarmenhaus verfügte Joseph II. 1783 zudem die Aufhebung der Einrichtung und eröffnete die Anlage 1784 als „Allgemeines Krankenspital“ (Altes AKH) wieder. Die Amtszeit von Joseph II. führte im Zuge der Josephinischen Reformen zudem zur Aufhebung des Schwarzspanierklosters und des Klosters der Trinitarier, das von den Minoriten übernommen wurde. Nach der Auflösung des Klosters der Himmelspförtnerinnen in der Inneren Stadt ging dessen Grundherrschaft in Staatseigentum über, wobei sich für das Gebiet später der Name Himmelpfortgrund einbürgerte. Auf der Grundherrschaft des Stifts Michaelbeuern entstand der Michelbeuerngrund.
Die immer dichtere Verbauung des Gebietes führte jedoch auch zu einer gesteigerten Überlieferung von Überschwemmungen, die im späten 18. Jahrhundert insbesondere die tieferliegenden Vorstädte Althangrund, Lichtental und Rossau heimsuchten.

### 19. Jahrhundert
Nachdem in den Jahren 1805 und 1809 Brände und ein Pestausbruch infolge der Besetzung durch französische Truppen während der napoleonischen Kriege den Alsergrund heimgesucht hatten, erholten sich die Wirtschaftsbetriebe wie die Porzellanmanufakturen erst ab 1815 wieder.
In die folgende Biedermeierzeit fielen unter anderem das Wirken des hier geborenen Franz Schubert sowie Tanzveranstaltungen in den zahlreichen Gastwirtschaften des Lichtentals oder der Rossau, in denen unter anderen Joseph Lanner und Johann Strauss Vater aufspielten. Zudem wurden in dieser Zeit Großprojekte wie das St.-Anna-Kinderspital und die Irrenheilanstalt auf dem Brünnlfeld verwirklicht. Die Als wurde eingewölbt und der Michelbeuerngrund mit Häusern und Fabriken verbaut.
Zur besseren Wasserversorgung erfolgte ab 1836 der Bau der Kaiser-Ferdinands-Wasserleitung. Wirtschaftlich entwickelte sich die Rossau während des Biedermeiers zu einem der wichtigsten Zentren des Wagenbaus und der Sattler. In der Alservorstadt siedelten sich zahlreiche Buchdrucker und Schriftsetzer an. Doch auch in dieser Zeit blieb das spätere Bezirksgebiet nicht von Katastrophen verschont. Im Winter 1829/30 forderte ein massiver Eisstoß in Donau und Donaukanal 25 Menschenleben im Bezirk.
Die Ausbeutung der Arbeiter in der Frühzeit der Industrialisierung führte zur Bildung zahlreicher Elendsviertel um Wien, zu denen an erster Stelle auch Lichtental und der Thurygrund gehörten. Nach massiven Preissteigerungen bei Lebensmitteln und dem Hungerwinter 1847/48 kam es zur bürgerlichen Märzrevolution und der darauffolgenden Wiener Oktober-Revolution, wobei die kaiserlichen Truppen insbesondere über den Alsergrund auf Wien vorrückten und die Kämpfe an der Nussdorfer Linie zu starken Schäden an Häusern im Lichtental und in der Spittelau führten.
Nach dem Regierungsbeschluss zur Unterstellung von 34 Vorstädten unter den Wiener Gemeinderat, 1849, wurde die Eingemeindung de jure 1850 in Kraft gesetzt. Das bereits dicht verbaute Gebiet zwischen Stadtmauer und Linienwall kam so zu Wien. Das heutige Bezirksgebiet entstand aus den bisherigen Vorstädten Althangrund, Himmelpfortgrund, Lichtental, Michelbeuern, Rossau und Thurygrund. Hinzu kam die Alservorstadt, die als größte Vorstadt dem neuen Bezirk zu seinem Namen verhalf, von der aber 1861 der Teil südlich der Alser Straße abgetrennt und zum heutigen 8. Bezirk geschlagen wurde.
Nach der Abtrennung Margaretens vom 4. Bezirk, Wieden, 1861, wurde aus dem ursprünglichen 8. Bezirk der heutige 9. Bezirk, da die bisherigen Bezirke 5–8 in 6–9 umnummeriert wurden, um für Margareten die Nummer 5 freizumachen.
Zur Zeit der Eingemeindung, 1850, war das Alsergrunder Gebiet noch in sehr unterschiedlicher Dichte verbaut. Unverbauten Raum gab es insbesondere zwischen Spital- und Porzellangasse und in den Randgebieten wie der hochwasserbedrohten Zone am Donaukanal. Durch die Zusammenfassung der sieben Vorstädte bildete sich ein sozialer Schmelztiegel, in dem die Bewohner des Ärzteviertels der Alservorstadt ebenso lebten wie die Ziegelarbeiter des Michelbeuerngrundes, die Strobler des Althangrundes, die Holzarbeiter der Rossau, die Wäschermädeln des Himmelpfortgrunds, die Lichtentaler Handwerker oder die Thurygrunder Taglöhner. Hinzu kamen die Slowaken des Krowotendörfels und die Juden der Rossau.

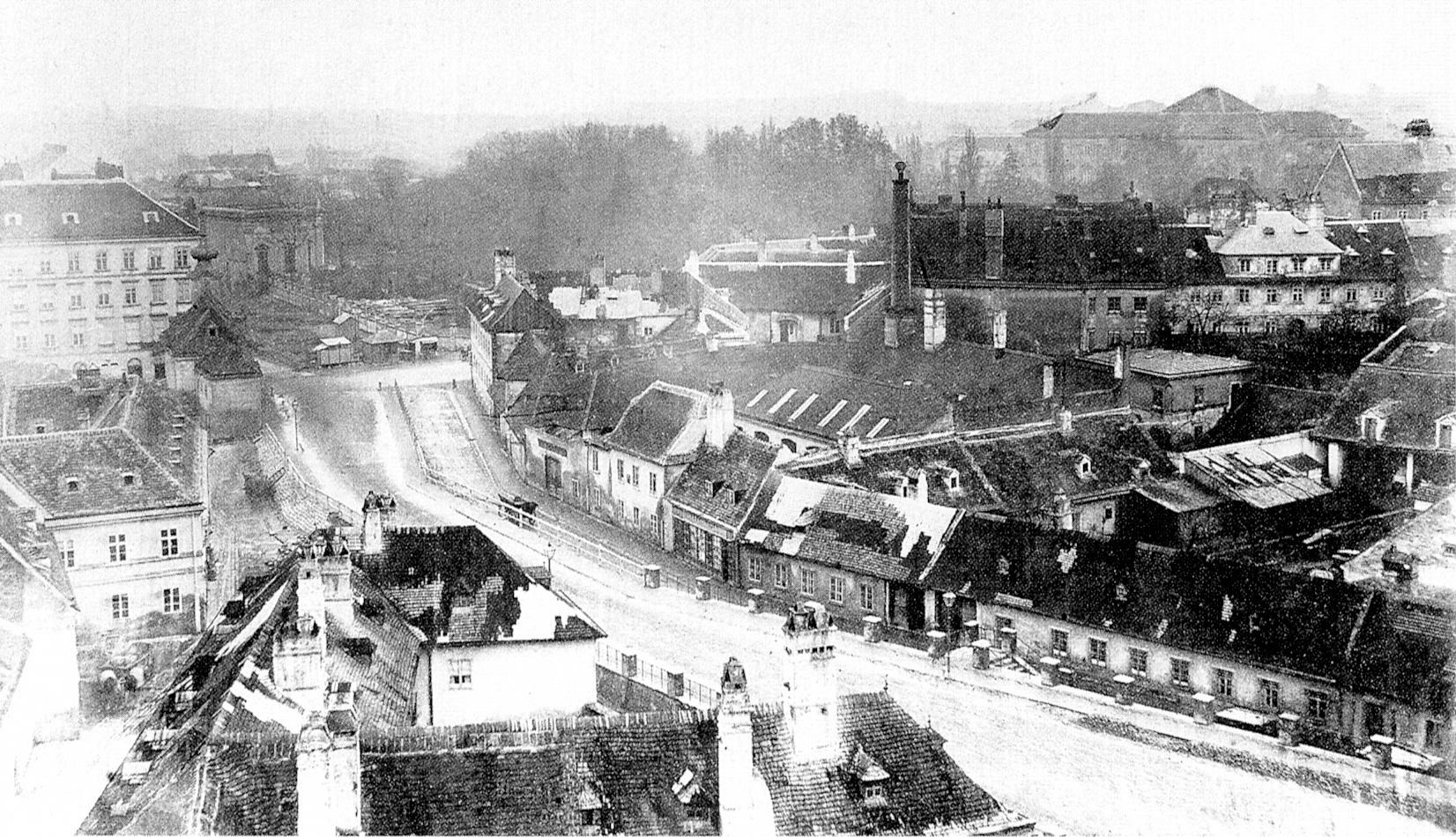
Alserbachstraße, 1899

Die Gründerzeit (etwa 1850 bis 1914) führte generell zu einer grundlegenden Veränderung der Bausubstanz, wobei während der Hochgründerzeit (1870 bis 1890) in der Nähe der neu angelegten Ringstraße zahlreiche Repräsentationsbauten wie Mietpalais und Nobelmietshäuser für die Oberschicht entstanden. Zum Gürtel hin bebaute man das Bezirksgebiet hingegen mit Miethäusern vom Bassenatyp.
Wichtige Entwicklungsgebiete des neuen Bezirks waren die bisherigen Bauverbotszonen des Glacis und um den Linienwall. Am Rossauer Glacis wurde in den Jahren 1854–1859 auf 71 Bauplätzen zwischen Berggasse und Türkenstraße große Wohnhäuser wie das Palais Schlick und das Palais Festetics errichtet. 1856 erfolgte der Baubeginn für die Votivkirche, zudem entstand 1861 am Beginn der Währinger Straße das provisorische Parlamentsgebäude. Ebenso fiel die Errichtung der Rossauer Kaserne und des Magistratischen Bezirksamtes in der Währinger Straße in diese Zeit.
Die Verbauung des Bezirksgebietes am Donaukanal erfolgte erst nach der Jahrhundertwende, als z. B. um den Franz-Josefs-Bahnhof der Spittelauer Platz mit zahlreichen Jugendstilgebäuden entstand. Zur Verbesserung der Nahversorgung wurde die Markthalle Nussdorfer Straße errichtet.

### 20. Jahrhundert

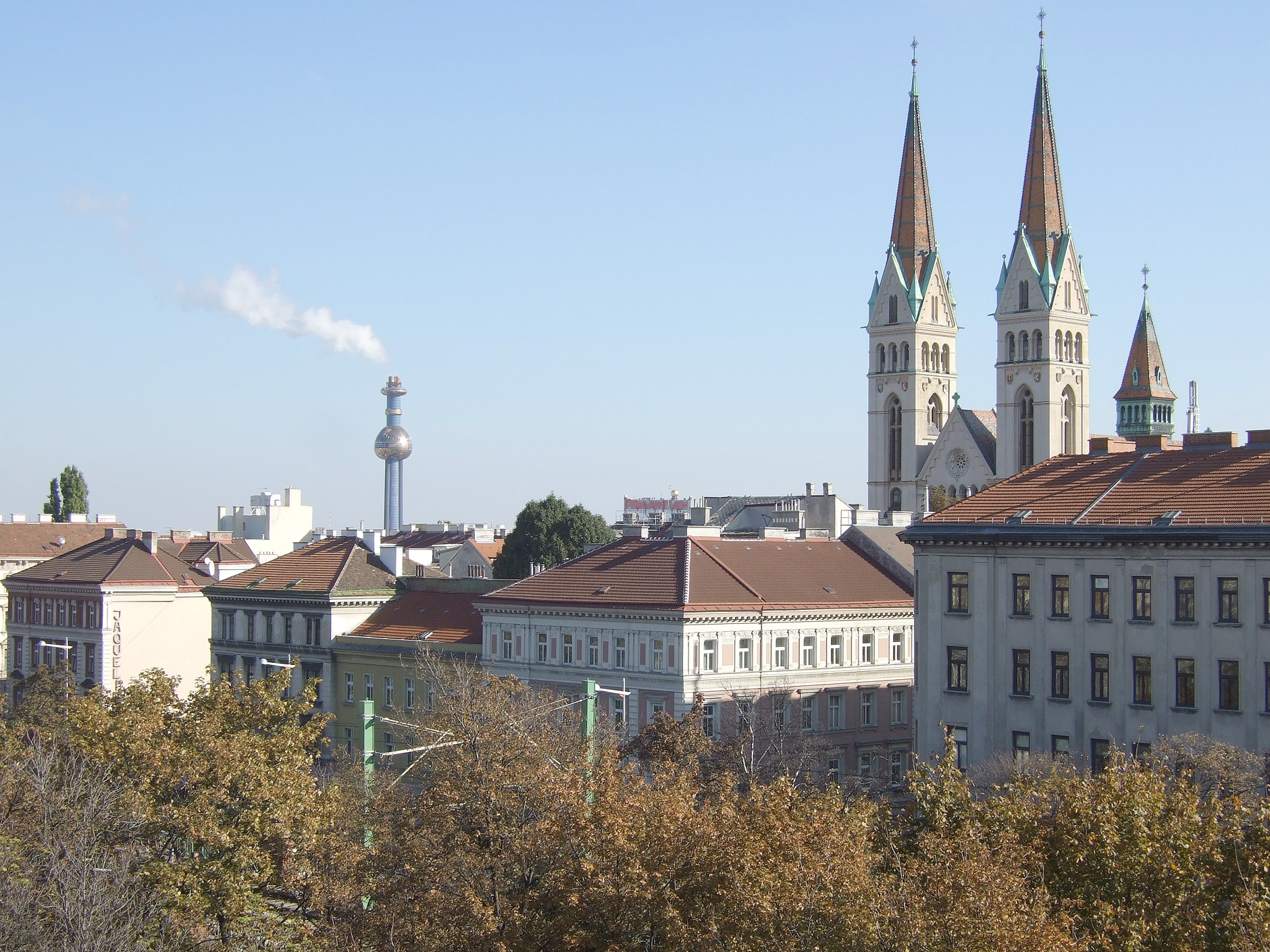
Blick vom Gürtel über den Alsergrund (Canisiuskirche und Spittelau)

1905 wurde die Bezirksgrenze, bis dahin einen Häuserblock östlich des Gürtels gezogen, an den Gürtel verlegt, wo sie seither an der westlichen Kante des Stadtbahn-, heute U-Bahn-Viadukts verläuft. Dadurch gelangte die Volksoper vom 18. in den 9. Bezirk.
Die Wirtschaftskrise nach dem Ersten Weltkrieg sowie die darauffolgende Weltwirtschaftskrise führte im „Roten Wien“ zur Errichtung der Kinderübernahmestelle im Bezirk, wobei Kinder auf Grund von Obdachlosigkeit, Verwahrlosung oder Gefährdung durch die Eltern aufgenommen wurden. Der Wohnungsnot wurde mit dem Bau von Gemeindebauten wie dem Gall-Hof, dem Sigmund-Freud-Hof und dem Wagner-Jauregg-Hof (heutige Namen!) begegnet.
Die Machtübernahme durch die Nationalsozialisten führte 1938 zur Änderung zahlreicher Besitzverhältnisse im Bezirk. Die Poliklinik und das Allgemeine Krankenhaus gelangten in das Eigentum der Stadt Wien, das St. Anna Kinderspital wurde in die Verwaltung des Deutschen Roten Kreuzes aufgenommen. Im Wasagymnasium wurde zudem die Gauleitung von Niederdonau untergebracht, da diese nicht in der noch unausgebauten Gauhauptstadt Krems residieren wollte.
Das NS-Regime und seine österreichischen Anhänger begannen sofort mit der massiven Diskriminierung, Entrechtung, Beraubung und Verfolgung der jüdischen Bevölkerung. Das (jüdische) Sanatorium Loew wurde geschlossen, der jüdische Direktor des AKH, Otto Glaser, wurde ebenso wie seine jüdischen Ärztekollegen seines Amtes enthoben. Die Vereinssynagoge Müllnergasse wurde während des Novemberpogroms 1938 von einem SS-Trupp in Brand gesteckt. Hatten sich 1923 noch 25,1 % der Bezirksbevölkerung (23.746 Menschen) und 1934 23,3 % (rund 19.400 Menschen) zum Judentum bekannt, so waren am 1. Oktober 1939 nur noch 12.191 Juden auf dem Bezirksgebiet sowie im benachbarten 8. Bezirk registriert. 1943 waren nur noch 7.242 Personen jüdischen Glaubens am Alsergrund verblieben. Der Großteil von ihnen wurde in der Folge in den nationalsozialistischen Konzentrationslagern ermordet.
Zur Verteidigung kriegswichtiger Bauten wurden über dem Franz-Josefs-Bahnhof, dem Umspannwerk Michelbeuern, der Nationalbank und den Brücken über den Donaukanal Stände für die Leichte Flak errichtet. Die Zerstörungen durch die alliierten Luftangriffe sowie die Bodenkämpfe bei der Schlacht um Wien im April 1945 zwischen der Roten Armee, der Wehrmacht und der Waffen-SS führten zur Beschädigung von 560 der etwa 1.000 Häuser im Bezirksgebiet. 1491 Wohnungen waren bei Kriegsende nicht benutzbar.
Der Alsergrund, wie ganz Wien von der Roten Armee erobert, kam nach einem Übereinkommen der Alliierten am 1. September 1945 unter die Verwaltung der United States Forces of Austria. Zur Versorgung des US-Sektors von Wien dienten der Franz-Josefs-Bahnhof und ein sicherheitshalber errichteter kleiner Feldflughafen an der Spittelauer Lände. Der Wiederaufbau wurde vom Staat durch den Wohnungswiederaufbaufonds mittels langfristiger Kredite finanziert. Ab 1954 wurde der Wohnbau zusätzlich durch das Wohnbauförderungsgesetz forciert. Neben dem kommunalen Wohnbau wurde auch der Bau von Eigentums- und Genossenschaftswohnungen unterstützt. 1962 wurde zudem mit der Assanierung Lichtentals begonnen. Hierzu wurden niedrige Altbauten abgerissen und die Grundstücke zusammen mit Baulücken zu größeren Wohneinheiten zusammengefasst. Zahlreiche Gemeindebauten wurden errichtet, zudem entstanden Grünflächen und der Lichtentaler Park.
Politisch gesehen unterlag der Bezirk Alsergrund einem ständigen Wandel. Stimmenstärkste Partei waren abwechselnd die SPÖ und die ÖVP. Seit 1991 stellt die SPÖ ununterbrochen den Bezirksvorsteher, 2005 wurde die ÖVP als zweitstärkste Partei von den Grünen abgelöst.

## Bevölkerung

### Bevölkerungsentwicklung
Die Bevölkerungszahl am Alsergrund lag 1869, 19 Jahre nach Gründung des Bezirks, bei 65.910 Menschen. Durch den Bauboom in der Gründerzeit, die Bebauung von bisher unverbautem Gebiet am ehemaligen Glacis, Linienwall und Donaukanal sowie der Ersetzung von Altbauten durch Zinskasernen verdoppelte sich die Bevölkerung bis 1910 beinahe auf 112.042 Bewohner. Danach begann durch den immer höher werdenden Anspruch auf Wohnraum ein sukzessiver Rückgang der Wohnbevölkerung. Einen besonders drastischen Einbruch verzeichnete der Alsergrund in den 1930er und 1940er Jahren durch die Vertreibung und Deportation des großen jüdischen Anteils an der Bezirksbevölkerung. Nach einer kurzen Steigerung nach dem Zweiten Weltkrieg sank die Bevölkerungszahl bis 2001 auf 37.821 ab, ein Drittel des Höchstwerts. In den letzten Jahren stabilisierten sich die Bevölkerungszahlen jedoch wieder und stiegen leicht an.

### Bevölkerungsstruktur
Die Altersstruktur der Alsergrunder Bevölkerung unterschied sich 2001 nur in wenigen Bereichen vom Wiener Durchschnitt. Insbesondere bei den Kindern und jungen Erwachsenen traten stärkere Divergenzen auf. Waren am Alsergrund 2001 11,8 % der Bevölkerung unter 15 Jahre alt, so lag der Wert in Wien mit 14,7 % deutlich höher. Demgegenüber lag der Anteil der Bevölkerung im Alter von 20 bis 29 Jahren vor allem auf Grund einer hohen studentischen Einwohnerzahl am Alsergrund mit 16,3 % stark über dem Wien-Durchschnitt von 12,8 %. Der Geschlechterverteilung im Bezirksgebiet war mit einem Anteil von 46,5 % Männern und 53,5 % Frauen im Bereich des Wiener Durchschnitts, während die Alsergrunder mit 36,0 % gegenüber 41,2 % seltener verheiratet waren als der Durchschnittswiener.

### Herkunft und Sprache
Der Anteil der ausländischen Bezirkseinwohner lag 2005 bei 22,5 %, und weist eine steigende Tendenz auf (2001: 19,3 %). Den höchsten Anteil der Ausländer stellten 2005 mit rund 4,5 % Anteil an der Bezirksbevölkerung Staatsbürger aus Serbien und Montenegro. Weitere 2,5 % waren deutsche, 1,5 % türkische, 1,1 % polnische und je 1,1 kroatische oder bosnische Staatsbürger. Insgesamt waren 2001 27,3 % der Alsergrunder nicht in Österreich geboren. 6,1 % sprachen daher als Umgangssprache Serbisch, 3,0 % Türkisch und 2,6 % Kroatisch.

### Religion
Das Religionsbekenntnis der Bevölkerung des Alsergrunds entspricht im Wesentlichen dem Durchschnitt Wiens. Lediglich der Anteil der islamischen Bevölkerung liegt deutlich unter dem Durchschnitt. Bei der Volkszählung 2001 gaben 48,9 % der Bewohner an, der römisch-katholischen Kirche anzugehören. Es gibt im Gemeindebezirk vier römisch-katholische Pfarren, die zum Stadtdekanat 8/9 gehören. 6,2 % der Bevölkerung waren islamischen Glaubens, 5,9 % gehörten der orthodoxen Kirche an und 4,9 % waren evangelisch. 24,7 % der Bezirksbevölkerung waren ohne Bekenntnis, 6,6 % gaben kein Religionsbekenntnis an. Heute bekennen sich noch 0,7 % der Bevölkerung zum jüdischen Glauben. Der Alsergrund ist damit der Bezirk mit dem vierthöchsten Anteil an Juden in Wien.

## Politik
Am Alsergrund konnten nach dem Zweiten Weltkrieg anfangs weder die SPÖ noch die ÖVP mehr als zwei Perioden stimmenstärkste Partei werden. Erst 1978 gelang es der ÖVP, den Führungsanspruch über drei Perioden zu halten. 1991 löste die SPÖ die ÖVP als stärkste Partei ab und stellt seitdem ununterbrochen den Bezirksvorsteher. Bis 1987 erreichten SPÖ und ÖVP gemeinsam immer mehr als 80 % der Stimmen, FPÖ und KPÖ spielten eine untergeordnete Rolle. 1991 begann der Aufstieg von FPÖ und Grünen, die 16,7 % bzw. 13,9 % der Stimmen erreichten. 1996 kostete der Antritt des Liberalen Forums, das auf Anhieb 9,5 % erreichte, die Großparteien weitere Stimmanteile. Während die Freiheitliche Partei bei den Wahlen 2001 und 2005 mehr als die Hälfte ihrer Stimmen verlor und unter die 10-Prozent-Marke schrumpfte, setzten die Grünen ihren Aufstieg fort und gewannen bei den Wahlen rund 7 bis 8 Prozentpunkte. 2005 überholten die Grünen auch die ÖVP und liegen 2020 nur noch rund 2,2 Prozentpunkte hinter der SPÖ.
| ← 2015Bezirksvertretungswahl in Wien Alsergrund (9.) 2020Vorläufiges Ergebnis mit Briefwahlkarten %403020100 31,5 (+0,2)29,2 (+1,7)3,7 (−11,8)18,3 (+4,5)9,6 (+0,7)4,4 (+2,2)3,4 (+2,6) SPÖGRÜNEFPÖÖVPNEOSLINKSfSonst.20152020Anmerkungen:f 2015 als Wien anders (ANDAS) kandidiert |

| Jahr | SPÖ   | ÖVP   | FPÖ   | Grüne | LIF/NEOS | ANDAS/LINKS | BZÖ | Sonstige |
| ---- | ----- | ----- | ----- | ----- | -------- | ----------- | --- | -------- |
| 1996 | 27,80 | 26,83 | 19,80 | 14,58 | 9,45     | -           | -   | 1,54     |
| 2001 | 32,50 | 26,03 | 14,59 | 21,23 | 4,11     | -           | -   | 1,54     |
| 2005 | 33,81 | 25,52 | 8,23  | 29,43 | 0,85     | -           | 0,9 | 1,3      |
| 2010 | 32,17 | 21,99 | 12,6  | 28,51 | 1,57     | -           | 1,2 | 2,0      |
| 2015 | 31,28 | 13,84 | 15,51 | 27,45 | 8,9      | 2,23        | -   | 0,78     |
| 2020 | 31,45 | 18,32 | 3,66  | 29,21 | 9,57     | 4,38        | -   | 3,42     |

## Wirtschaft und Infrastruktur

### Verkehr

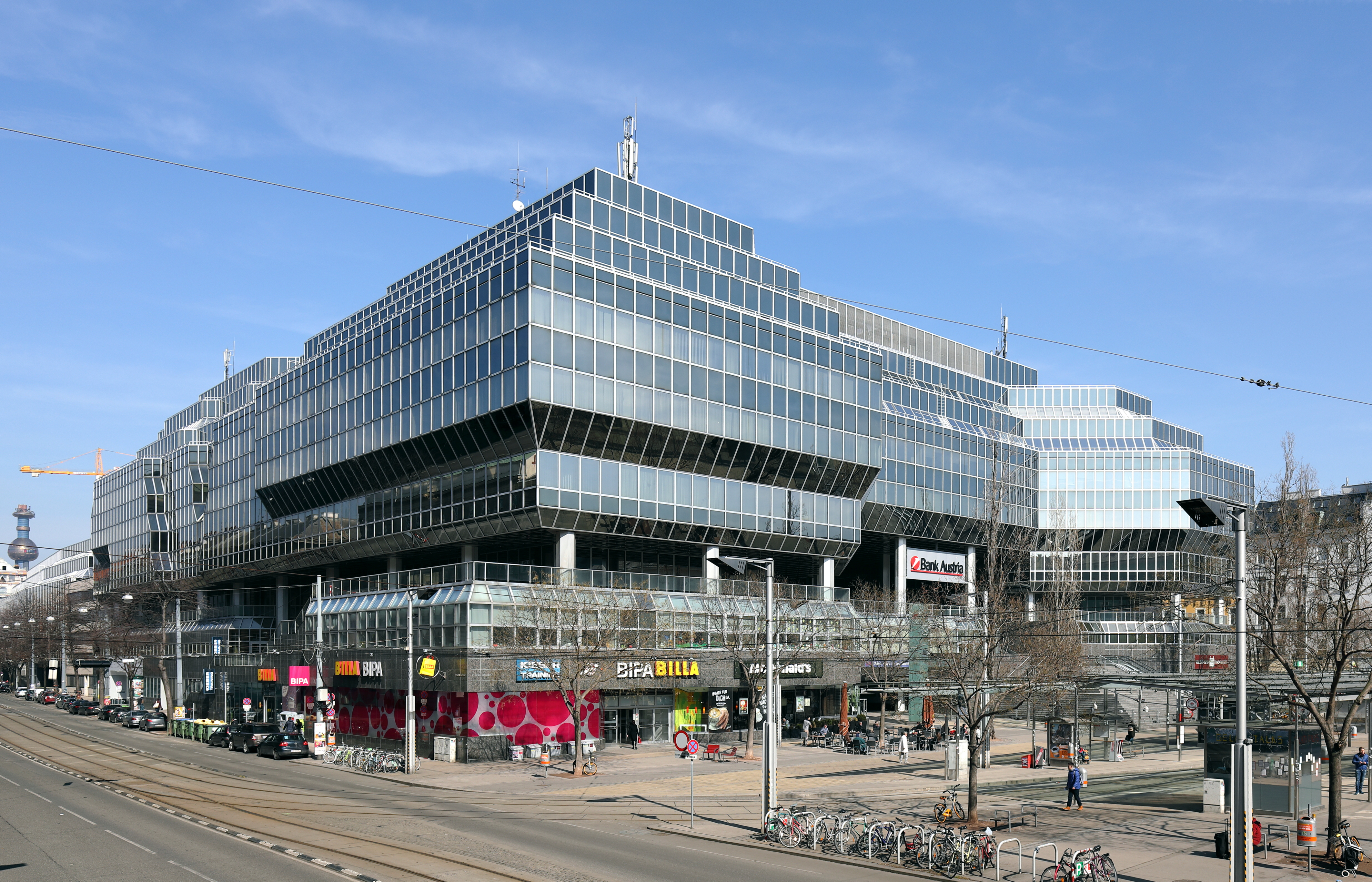
Überbauung des Franz-Josefs-Bahnhofes (ab 1974 und 1982 abgeschlossen)

Der Alsergrund ist sehr dicht durch öffentliche Verkehrsmittel der Wiener Linien erschlossen. So verfügt der Alsergrund entlang seiner Bezirksgrenze über Anschluss zu drei U-Bahnlinien mit neun Stationen. Dabei verläuft die U6  entlang der westlichen Bezirksgrenze (Gürtel), die U4 im Osten entlang des Donaukanals und die U2 im Süden. Die Straßenbahnlinien 37 (Hohe Warte), 38 (Grinzing), 40 (Gersthof), 41 (Pötzleinsdorf), 42 (Antonigasse), 43 (Neuwaldegg) und 44 (Dornbach) führen, vom Schottentor ausgehend, über die Hauptverkehrsachsen in die Außenbezirke. Lediglich die Linien 5 (Praterstern–Westbahnhof) und 33 (Josefstädter Straße–Floridsdorfer Brücke) führen radial durch den Bezirk. Zusätzlich bindet die Linie D den Alsergrund an den Hauptbahnhof und an Nussdorf an, die Autobuslinie 40A führt von der Börse nach Döbling. Der Franz-Josefs-Bahnhof bietet, u. a. mit der S 40, Bahnverkehr in das nordwestliche Niederösterreich.
Die beiden wichtigsten Durchzugsstraßen entlang des Bezirksgebietes sind der Gürtel und die Rossauer bzw. Spittelauer Lände entlang des Donaukanals. Weitere wichtige Durchzugs- und Verbindungsstraßen sind Liechtensteinstraße, Nussdorfer Straße, Währinger Straße, Alser Straße, Alserbachstraße, Universitätsstraße und Spitalgasse.
Die Niveauunterschiede südlich und nördlich des Palais Clam-Gallas machten einige Stiegen notwendig; am bekanntesten wurde die Strudlhofstiege. Der Bereich zwischen Berggasse und Nussdorfer Straße wurde zusätzlich durch die Sperre der Boltzmanngasse für den öffentlichen Verkehr blockiert. Um den Bereich der amerikanischen Botschaft (Boltzmanngasse 16) zu sichern, wurde dort der Öffentlichkeit lediglich ein schmaler Fußweg belassen.

### Bildung

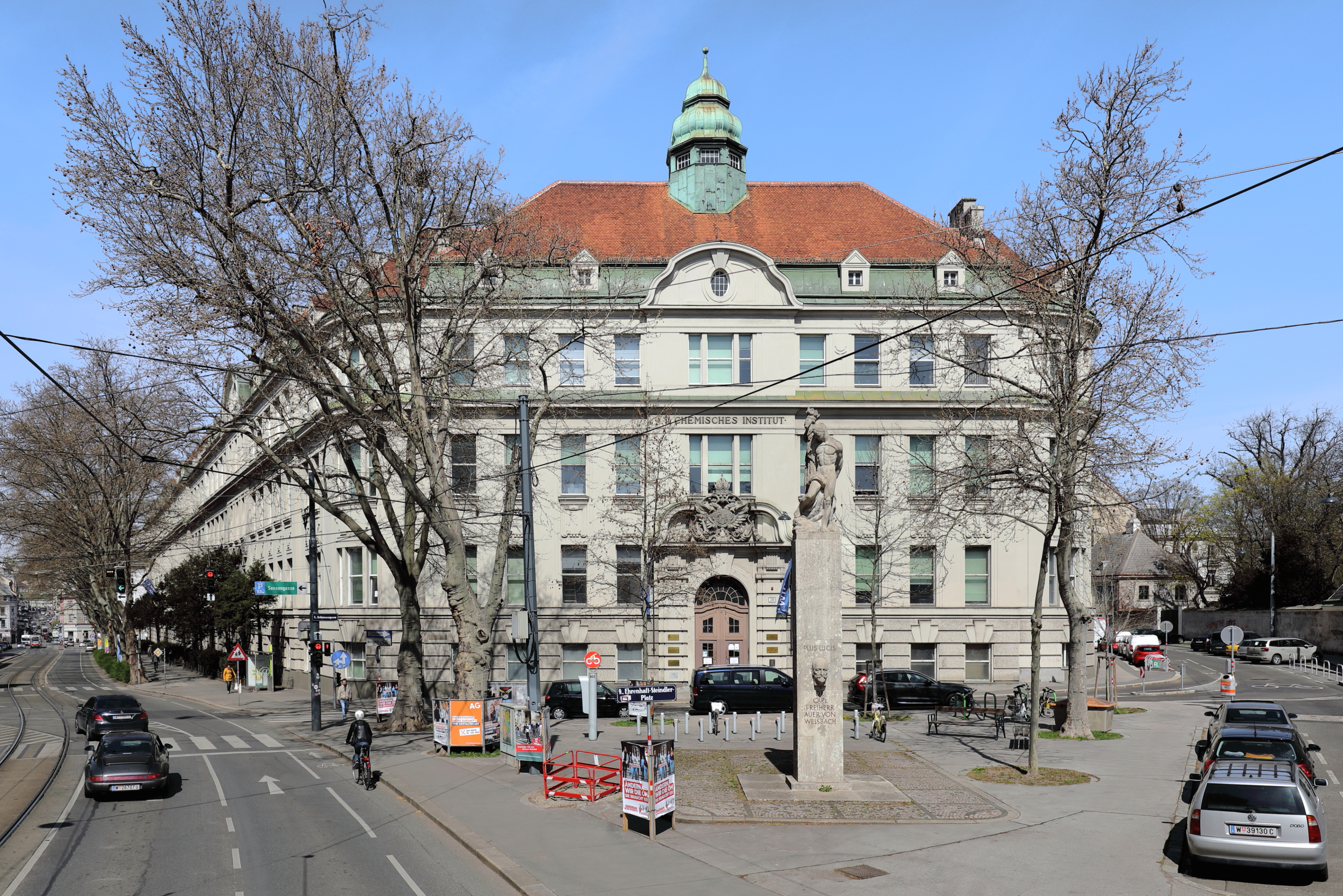
Fakultät für Chemie

Der Alsergrund verfügt über ein dichtes Netz an Bildungseinrichtungen mit zahlreichen universitären Einrichtungen. Im Norden des Bezirksgebietes befindet sich das Universitätszentrum Althanstraße mit den Instituten der Geowissenschafts-, Mathematik-, Pharmazie- und Biologiefakultäten der Universität Wien. (Die 1982 in einen hier beim Liechtenwerder Platz errichteten Neubau übersiedelte Wirtschaftsuniversität Wien bezog 2013 neue Gebäude im 2. Bezirk.) In der Währinger Straße befinden sich die Fakultäten für Chemie, Physik und Informatik der Universität Wien. Die Medizinische Universität Wien in der Spitalgasse verfügt über die meisten Studienplätze für Medizinstudenten im gesamten deutschen Sprachraum. Auf dem Campus der Universität Wien, einem Teil des Geländes des Alten AKH, befinden sich zudem zahlreiche Institute der Universität Wien.
Zu den bekanntesten Schulen im 9. Bezirk zählt das Lycée Français de Vienne, das eine französischsprachige Vorschule, Volksschule und Gymnasium anbietet. Weitere Gymnasien sind das Wasa-Gymnasium und das Erich-Fried-Realgymnasium. Die Höhere Lehranstalt für Mode und Wirtschaft (HLMW9 Michelbeuern) befindet sich mit zwei Gebäuden in der Michelbeuerngasse. An dieser Schule können Schülerinnen und Schüler in den Zweigen Mode und Bekleidung oder Kulturtouristik die Matura ablegen. Des Weiteren befinden sich mehrere Volks- und Hauptschulen sowie eine Sonderschule auf dem Bezirksgebiet.

### Gesundheitswesen

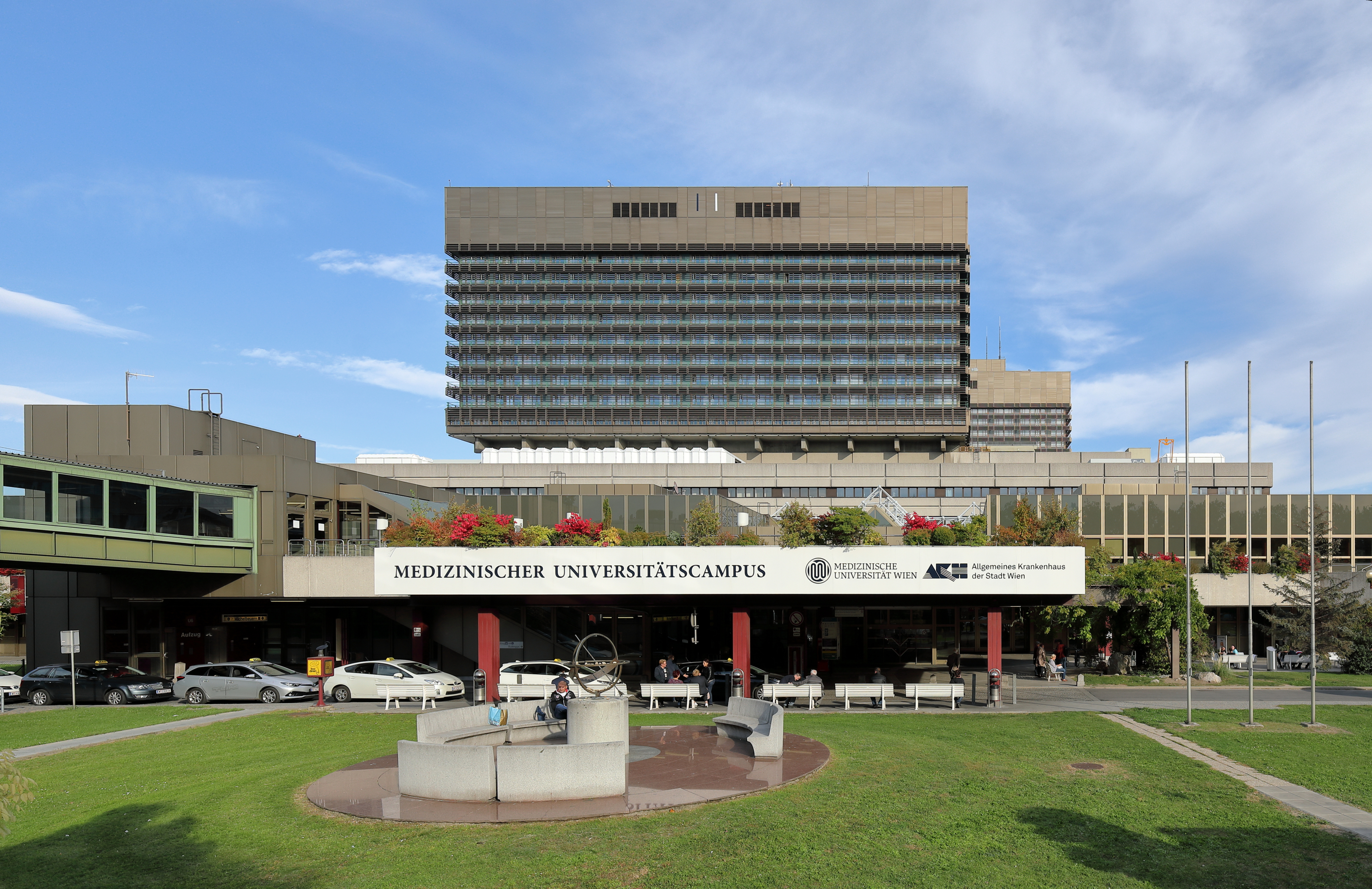
Allgemeines Krankenhaus der Stadt Wien und Universitätsklinikum

Durch das in der südlichen Hälfte des Bezirks gelegene Allgemeine Krankenhaus beherbergt der 9. Bezirk seit jeher ein Zentrum des Wiener Gesundheitswesens. Schon um die Wende vom 19. zum 20. Jahrhundert ließen sich viele Ärzte in der Nähe des Krankenhauses nieder, sodass die benachbarten Gebiete des Alsergrundes und der Josefstadt als Ärzteviertel bekannt wurden. In unmittelbarer Nähe des neuen AKH befinden sich außerdem die privaten Krankenanstalten Goldenes Kreuz und Wiener Privatklinik; bis 1998 bestand hier auch die städtische Allgemeine Poliklinik. Wenige Häuserblöcke weiter liegt das St. Anna Kinderspital.
Im Nordteil des Bezirks und abseits des Ärzteviertels liegen das Sanatorium Hera, das Evangelische Krankenhaus sowie das Pflegeheim Pramergasse der Caritas Socialis.

### Sicherheit
Am Alsergrund sind drei Polizeiinspektionen der Bundespolizei etabliert. Sie befinden sich in der Boltzmanngasse 20, am Otto-Wagner-Platz 4 und am Julius-Tandler-Platz 3. Organisatorisch gehören sie dem Stadtpolizeikommando Josefstadt an, welches für die Gemeindebezirke Neubau, Josefstadt und Alsergrund zuständig ist.

## Kultur und Sehenswürdigkeiten

### Theater und Oper

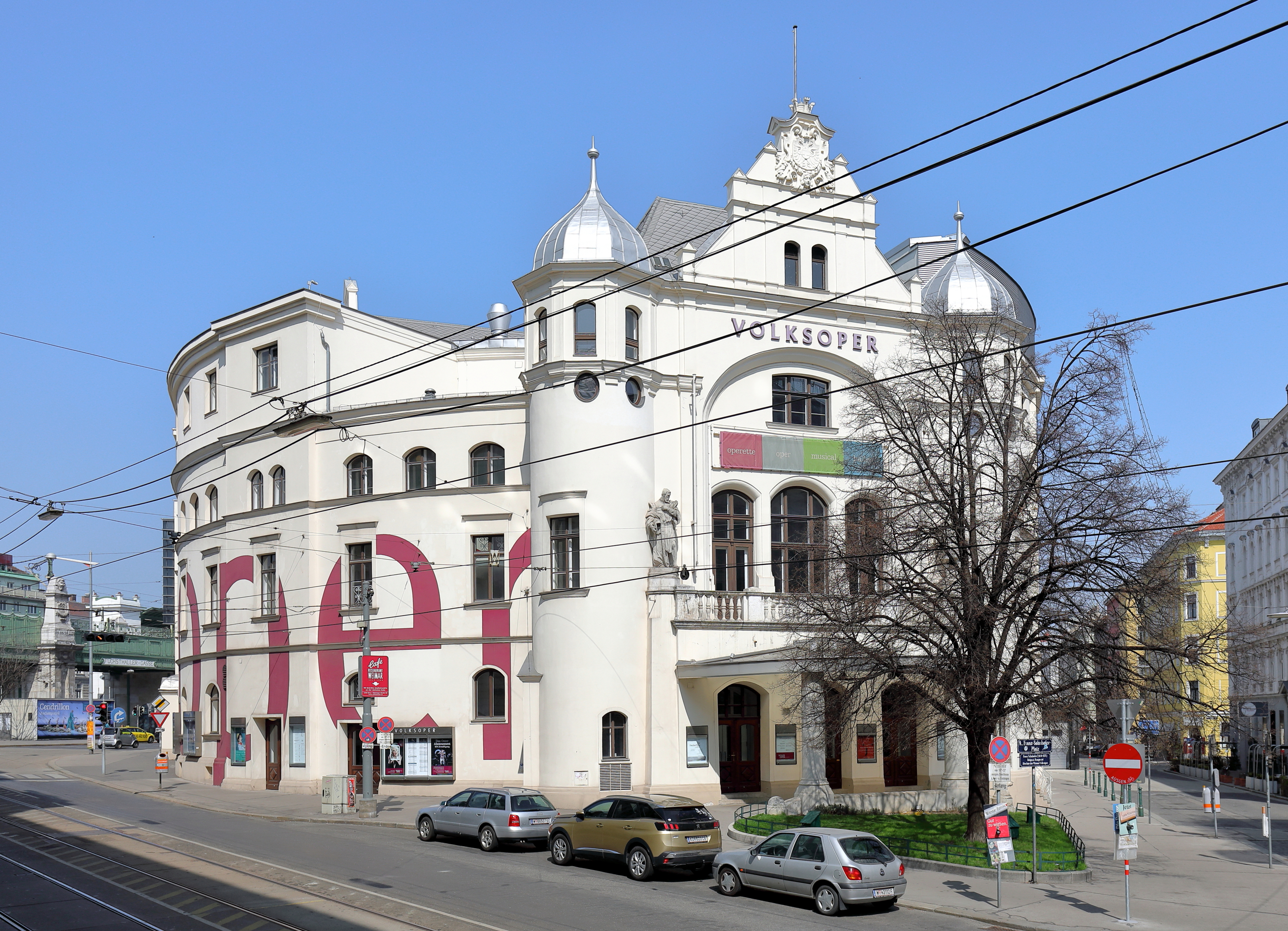
Volksoper

- Der Bogen
- Experiment am Liechtenwerd
- the Fundus – Kellertheater
- International Theatre Vienna
- Schauspielhaus Wien
- Studio Molière (Wien)
- Theater am Alsergrund
- Theater-Center-Forum
- Volksoper
- Werkstätten- und Kulturhaus
- Schubert Theater

### Museen
Der Bezirk Alsergrund verfügt über zahlreiche Museen. Das Sigmund-Freud-Museum in der Berggasse 19 wurde in Wohnung und Praxis des Begründers der Psychoanalyse eingerichtet. Auch im Geburtshaus Franz Schuberts wurde ein Museum eingerichtet. Neben dem Leben des Komponisten widmet sich das Museum dem Schaffen von Adalbert Stifter. Das Bezirksmuseum Alsergrund widmet sich der Geschichte des Bezirks und seiner berühmten Bewohner, im Hauptgebäude der Österreichischen Nationalbank befindet sich das Geldmuseum. Die lange Tradition des Gesundheitswesens am Alsergrund bescherte dem Bezirk zahlreiche Museen zu dieser Thematik. Neben dem Pathologisch-anatomischen Bundesmuseum (Narrenturm) befindet sich im Bezirk das Zahnärztliche Museum (Universitätszahnklinik), das Pharma- und Drogistenmuseum Wien, das Medizinhistorische Museum (Josephinum) und das Museum des Instituts für Gerichtliche Medizin. Darüber hinaus widmet sich ein Museum der Wagenbaufirma Lohner. 2015 wurde in der Müllnergasse das Strauss Museum eröffnet mit einer Dauerausstellung zur Familiengeschichte der Musikerdynastie Strauss.

### Sehenswürdigkeiten

#### Kirchen

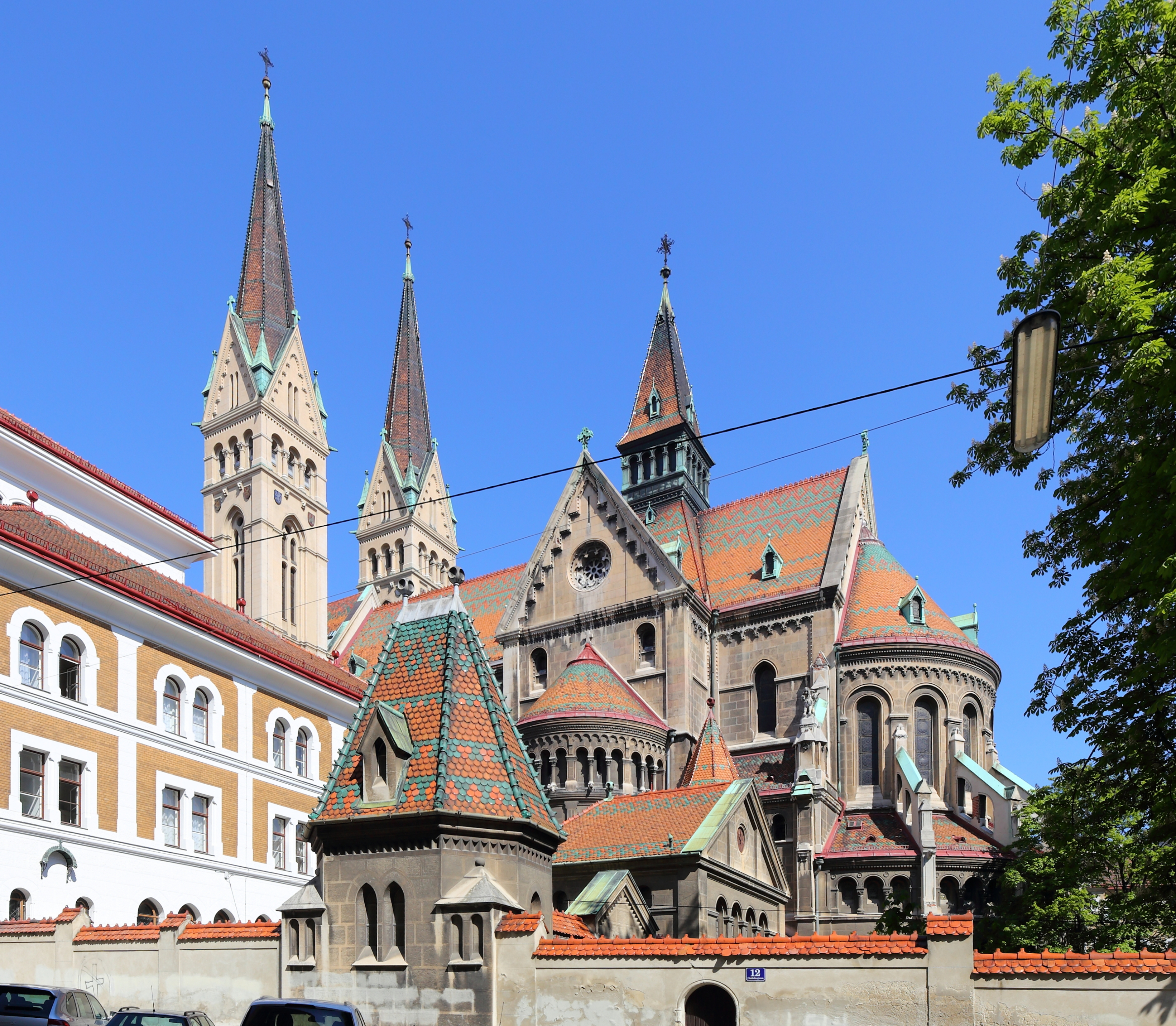
Canisiuskirche mit Ordenshaus

Die im Gedenken an das gescheiterte Attentat auf Kaiser Franz Joseph I. errichtete Wiener Votivkirche ist die bekannteste und größte Kirche im Bezirksgebiet. In der aus der ersten Hälfte des 18. Jahrhunderts stammenden Lichtentaler Pfarrkirche (auch Schubertkirche) wurde erstmals Schuberts Messe in F-Dur aufgeführt. Die Servitenkirche (Pfarrkirche Rossau) gilt als eine der kulturhistorisch bedeutendsten Vorstadtkirchen Wiens aus dem Frühbarock; dort befindet sich auch die Peregrinikapelle mit bedeutsamen Fresken von Joseph Adam Ritter von Mölk. Die den Himmelpfortgrund dominierende Canisiuskirche wurde um 1900 errichtet; mit ihren beiden 85 Meter hohen Türmen ist sie das vierthöchste Gotteshaus Wiens.

#### Stiegenanlagen

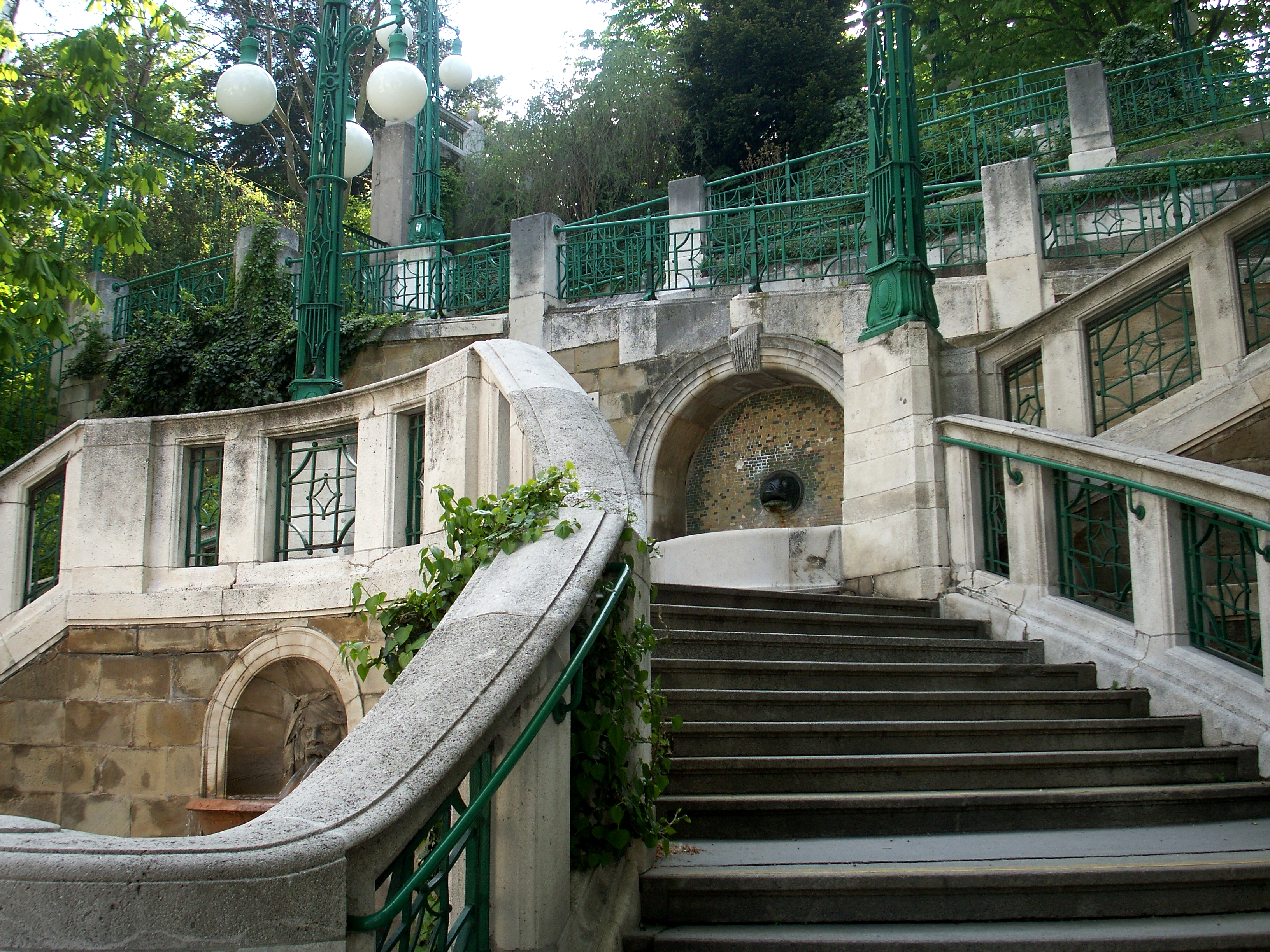
Strudlhofstiege

Wegen des Niveauunterschieds zwischen der höher gelegenen Währinger Straße und der Liechtensteinstraße bestehen in diesem Bereich mehrere Stiegenanlagen. Die berühmteste ist die Strudlhofstiege, die von Heimito von Doderer in seinem gleichnamigen Roman verewigt wurde. Auch zwischen der Liechtensteinstraße und der Nußdorfer Straße befinden sich bemerkenswerte Stiegenanlagen wie die Vereinsstiege mit ihren secessionistischen Kandelabern.

#### Weiteres
Im Gartenpalais Liechtenstein waren von 2004 bis 2011 Teile der Fürstlichen Sammlungen unter dem Namen Liechtenstein-Museum ausgestellt. Das Palais Clam-Gallas verfügt über einen weitläufigen englischen Garten an der Währinger Straße. Das nahe gelegene Josephinum beherbergt heute das Institut für Geschichte der Medizin. Im Palais Angerer am Rooseveltplatz befindet sich das Hotel Regina.
Zu den modernsten Sehenswürdigkeiten zählt die Müllverbrennungsanlage Spittelau, die 1987 von Friedensreich Hundertwasser umgestaltet wurde. Ebenfalls sehenswert ist die unter Denkmalschutz stehende Markthalle Nussdorfer Straße.
Die Rossau und die Alservorstadt östlich der Spitalgasse gehören zur Welterbestätte Historisches Zentrum von Wien. Der überwiegende Teil zählt zu dessen Außenzone. Die Nordgrenze der Kernzone am Alsergrund verläuft entlang der Garnisongasse, Schwarzspanierstraße, Berggasse, Schlickgasse und Türkenstraße.

### Parkanlagen und Friedhöfe

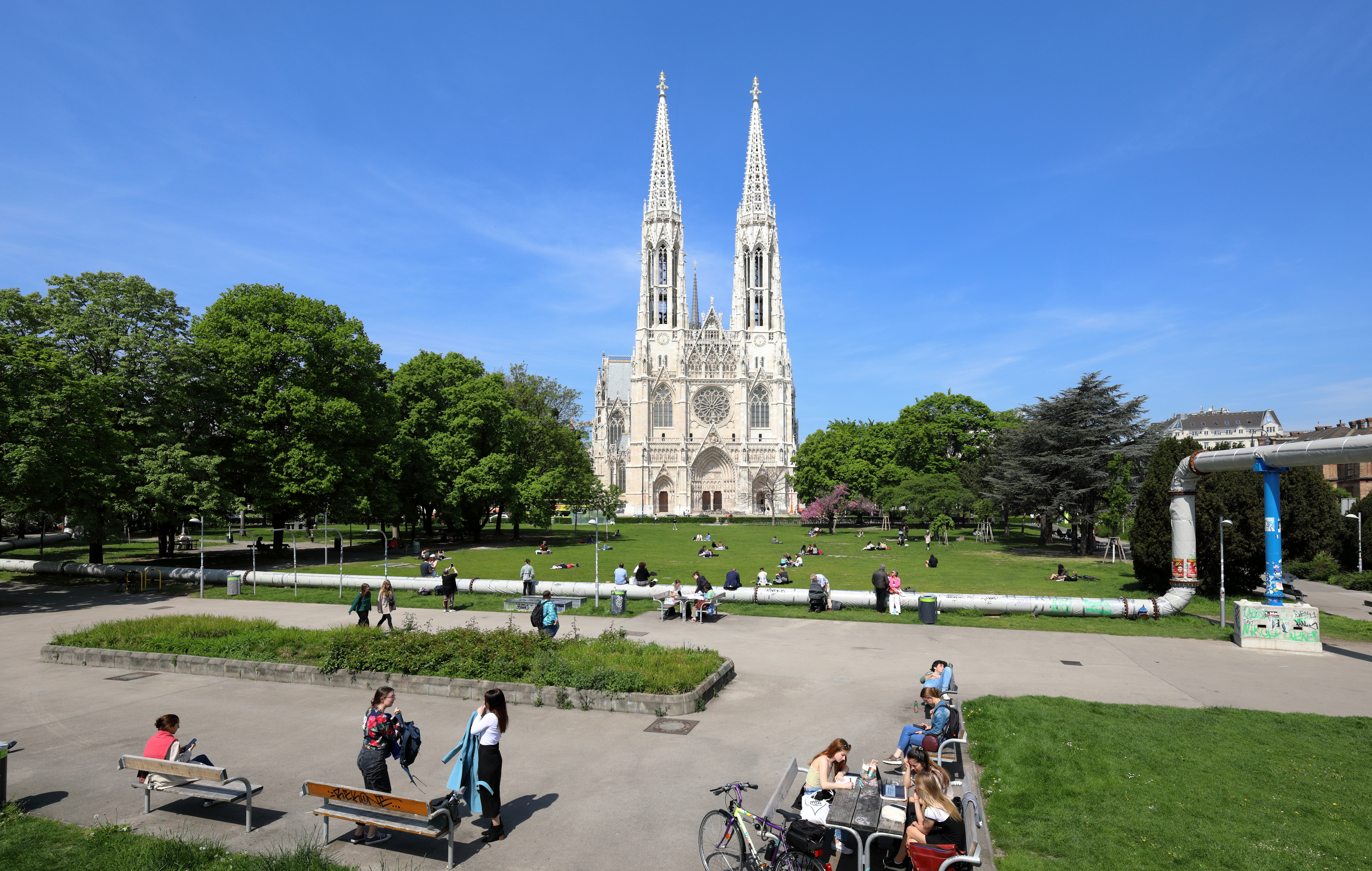
Sigmund-Freud-Park mit der Votivkirche im Hintergrund

Siehe auch: Liste der Wiener Parks und Gartenanlagen/Alsergrund
Die größte Parkanlage des Bezirksgebietes ist der Sigmund-Freud-Park mit dem Votivpark, die durch eine Straße getrennt sind und zusammen rund 29.000 m² umfassen. Die Grünfläche wurde bereits nach der Errichtung der Votivkirche gestaltet. 1961 wurde der Park mit einer Tiefgarage versehen und der südöstliche Teil in Sigmund-Freud-Park umbenannt. Ein Baumkreis erinnert an den 40. Jahrestag der EU-Gründung. Der zweitgrößte Park am Alsergrund ist der Arne-Karlsson-Park mit rund 12.500 m². Ursprünglich befand sich an der Stelle die Siedlung St. Johannes an der Als, der Park selbst wurde 1928 eröffnet. Etwa halb so groß ist der Liechtensteinpark um das Palais Liechtenstein. Der Park ist in Privatbesitz, jedoch zum Teil öffentlich zugänglich und verfügt über einen Kinderspielplatz. Weitere größere Parkanlagen befinden sich bei der Oesterreichischen Nationalbank (Ostarrichipark), im Bezirksteil Lichtental (Lichtentalerpark) sowie hinter der Rossauer Kaserne (Erwin-Ringel-Park). Zudem befinden sich einige „Beserlparks“ auf dem Bezirksgebiet.
Ursprünglich befanden sich mehrere Friedhöfe auf dem Bezirksgebiet. Neben den Friedhöfen um die Pfarrkirchen gehörte der Kaiserliche Gottesacker (heute Gelände des Alten AKH) zu den wichtigsten Friedhöfen. Zudem befanden sich auf Grund der zahlreichen Krankeneinrichtungen viele Seuchenfriedhöfe und Friedhöfe für die verstorbenen Patienten der Gesundheitseinrichtungen wie der Neue Schottenfriedhof im Bezirksgebiet. Joseph II. ließ Ende des 18. Jahrhunderts alle Friedhöfe innerhalb des Linienwalls schließen. Sie wurden in Parkanlagen umgewandelt oder überbaut. Lediglich der Jüdische Friedhof Rossau blieb aufgrund der jüdischen Religionsgesetze erhalten.

### Sport
Der Alsergrund verfügt über einen einzigen Sportplatz. Im Zuge der Errichtung des Wohngartens Sensengasse wird die im Bundesbesitz befindliche Freisportfläche neu errichtet und mit einem Rasenfeld und einer Laufbahn ausgestattet. Zusätzlich erhält die Anlage vier Turnhallen, die unter dem Niveau angelegt werden.

## Persönlichkeiten

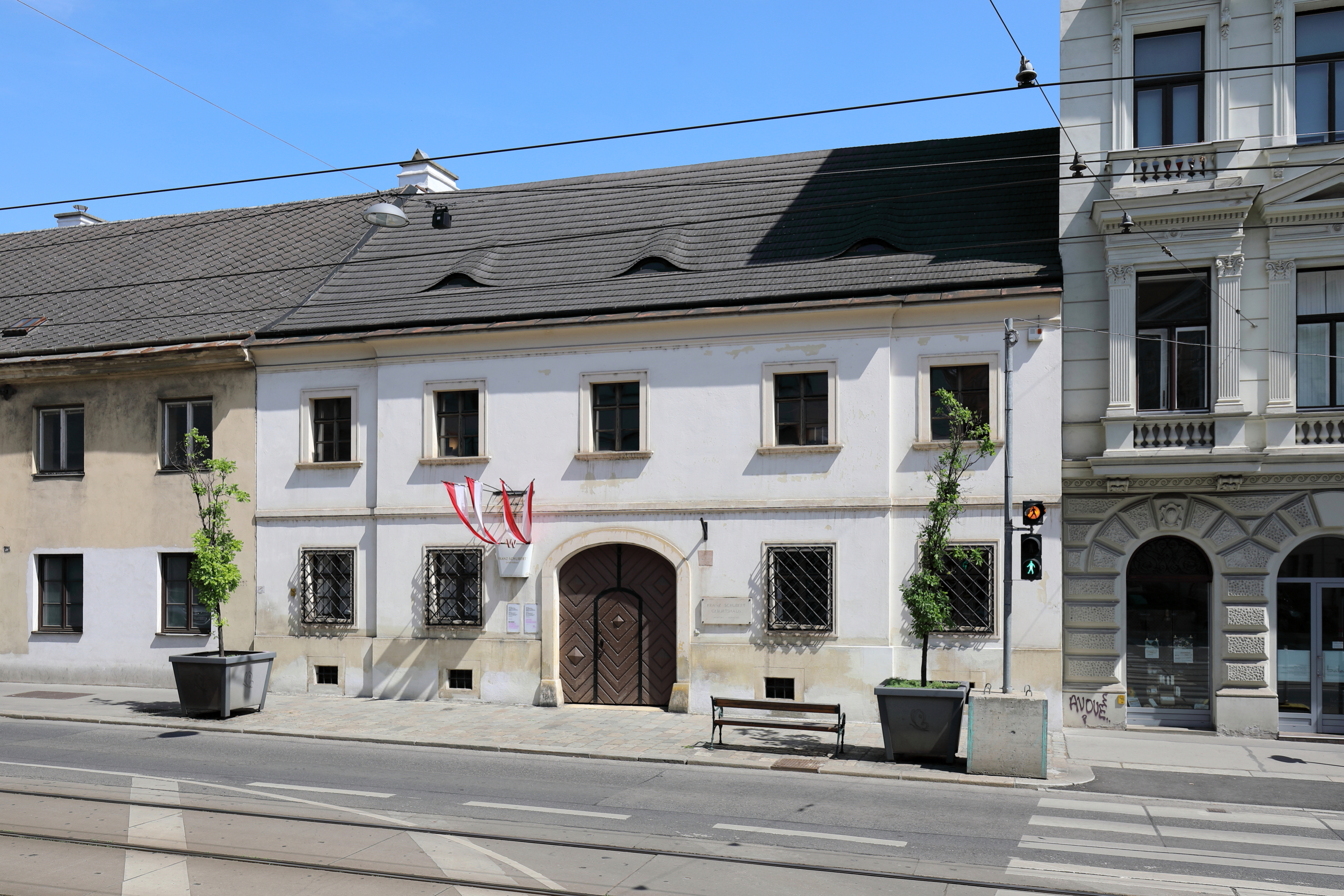
Franz Schuberts Geburtshaus

- Peter Alexander (1926–2011), Sänger, Schauspieler und Entertainer
- Franz Alt (1824–1914), Vedutenmaler
- Jakob Alt (1789–1872), Landschaftsmaler, Zeichner und Lithograf
- Rudolf von Alt (1812–1905), Maler und Aquarellist
- Ludwig van Beethoven (1770–1827), Komponist und Pianist
- Heimito von Doderer (1896–1966), Schriftsteller
- Anna Freud (1895–1982), Psychoanalytikerin
- Sigmund Freud (1856–1939), Neurologe, Tiefenpsychologe, Kulturtheoretiker und Religionskritiker
- Erich Fried (1921–1988), Lyriker, Übersetzer und Essayist
- Lili Grün (1904–1942), Schriftstellerin und Schauspielerin
- Theodor Herzl (1860–1904), Schriftsteller, Publizist und Journalist
- Martha Kyrle (1917–2017), Medizinerin und Philanthropin
- Siegi Lindenmayr (* 1956), Politiker
- Franz Löblich (1827–1897), Unternehmer und Politiker
- Franz Matsch (1861–1942), Maler und Bildhauer
- Jörg Mauthe (1924–1986), Journalist, Schriftsteller und Kulturpolitiker
- Günther Paal (* 1962), Kabarettist und Musiker
- Leo Perutz (1882–1957), Schriftsteller
- Rudolf Prikryl (1896–1965), „Drei-Tage-Bürgermeister“ von Wien
- Helmut Qualtinger (1928–1986), Schauspieler, Schriftsteller, Kabarettist und Rezitator
- Arnold Schönberg (1874–1951), Komponist, Musiktheoretiker, Kompositionslehrer, Maler, Dichter und Erfinder
- Arthur Schnitzler (1862–1931), Arzt, Erzähler und Dramatiker
- Franz Schubert (1797–1828), Komponist
- Erwin Steinhauer (* 1951), Schauspieler und Kabarettist
- Julius Tandler (1869–1936), Anatom und Mediziner
- Friedrich Torberg (1908–1979), Schriftsteller, Journalist, Publizist, Drehbuchautor
- Constantin von Tuschinski (1905–1984), Staatsanwalt, Anwalt, Schriftsteller
- Alfred Wolf (1923–2024), Heimatforscher

## Städtepartnerschaften
- Dongcheng in Peking, (China)
- Takarazuka (Japan), seit 1994
- Wenzhou (China), seit 2014